# Clase media alta

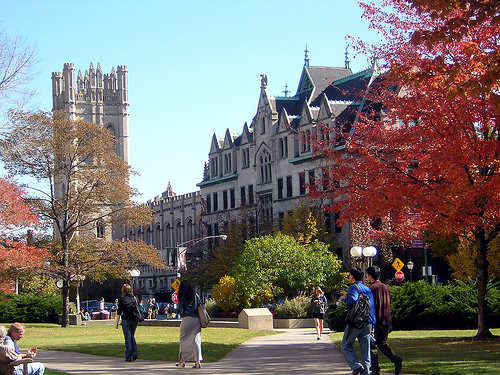
La educación superior es una de las características más distintivas de la clase media alta.

La clase media alta es un concepto sociológico que se refiere al grupo socioeconómico constituido por los miembros de estatus superior de la clase media, y que se agrupa a menudo junto a la clase alta a efectos de distintas encuestas. Esto contrasta con el término «clase media baja», que se usa para el grupo en el otro extremo del estrato de la clase media, y con el término más amplio «clase media». Hay un considerable debate sobre cómo debe definirse la clase media alta. Esta clase, en algunos casos denominada "burguesía", estaría formada por ejecutivos y medianos empresarios principalmente. Según el sociólogo Max Weber, la clase media alta consiste en profesionales bien educados con títulos de grado y cómodos ingresos.

## Clase media alta en países occidentales
La clase media alta estadounidense (upper middle class) se define usando los ingresos, la educación y la ocupación como los indicadores predominantes. En los Estados Unidos, la clase media alta se define como formada principalmente por profesionales de cuello blanco que no solo tienen ingresos por encima de la media y grados académicos avanzados sino también un mayor grado de autonomía en su trabajo. Las tareas ocupacionales principales de los individuos de clase media alta tienden a centrarse en conceptualizar, asesorar e instruir.
La clase media alta en el Reino Unido, por su parte, se compone tradicionalmente de profesionales con formación nacidos en los entornos socioeconómicos de ganancias más altas. Un tipo típico de mosaico geodemográfico para este grupo sería el liderazgo cultural. Es también generalmente supuesto que esta clase es más predominante en los home counties, es decir, las zonas del sureste de Inglaterra que rodean Londres, y los municipios más prósperos del área de Londres. Los niños de este grupo son típicamente educados en escuelas preparatorias hasta aproximadamente los 13 años y posteriormente en las public schools (escuelas privadas británicas) lo que supone un gasto aproximado de al menos 33 000 £ por año y alumno (en 2013), seguido de estudios en alguna de las universidades más prestigiosas (como pueden ser las universidades del Russell Group).
En Francia, la clase media alta (classe moyenne supérieure) estaría conformada por la élite de los emprendedores y las profesiones liberales, con remuneraciones superiores a los 30.000 euros al año.
En España, en una serie de encuestas realizadas entre los años 1995 y 1998, ambos inclusive, creció la percepción de aquellos encuestados que se consideraban de clase alta y media alta, del 3 % al 4,3 %.
Según el economista y sociólogo estadounidense Ricard V. En Reeves, las clases medias altas tienen un peso político particularmente importante; su participación electoral alcanza el 80% y, sobre todo, tienen el "poder de opinión". La mayoría de los puestos clave en los círculos que guían la vida pública son ocupados por miembros de esta clase: en los medios de comunicación, en las empresas encuestadoras, en la publicidad, en la ciencia o en la universidad. Según Reeves, promueven en la economía globalizada, la inmigración y el libre comercio, ya que ellos mismos están protegidos de la competencia en el mercado laboral.[cita requerida]

## Cronología
| Predecesor: Clase media | Clase media-alta | Sucesor: Clase alta |